# Carpella willineri
Carpella willineri là một loài bướm đêm trong họ Geometridae.